# 朝霞街道
朝霞街道，是中华人民共和国天津市宝坻区下辖的一个街道办事处。
2013年，天津市民政局批复同意撤销高家庄镇，设立朝霞街道办事处。
2019年3月，根据《天津市民政局关于同意宝坻区调整部分街镇设置及行政区划的批复》（津民函〔2018〕79号）文件，原朝霞街道辖46个村、户籍人口40778人，辖区面积48.75平方公里。将霍各庄镇所辖物流城区域（涉及小北台、张丰庄、刘举人庄、后白庙、黄辛庄等5个村，面积4.53平方公里）划归朝霞街道管辖，将原海滨街道已拆迁的娘娘庙等区域0.37平方公里划归朝霞街道管辖。调整后，朝霞街道辖51个村、户籍人口45778人，辖区面积53.65平方公里，街道办事处驻地不变。

## 行政区划
朝霞街道下辖以下地区：
高家庄村、西河务一村、西河务二村、西河务三村、西河务小庄村、丁庄子村、李苑庄村、贾庄村、单庄村、彭庄村、罗家务村、张辛庄村、核桃园村、杜家庄村、桥头辛庄村、杨庄村、岳家庵村、北苑庄村、李三园村、胡家园村、桥头村、艾杨各庄村、王甫辛庄村、尤户庄村、北艾各庄村、前莲花村、后莲花村、管渠村、贾曲村、前西苑村、后西苑村、丁家套村、朝霞辛庄村、朝霞小庄村、朝霞店子村、朝霞周庄村、于家观村、单街子村、三岔口村、帮道沽村、肖家横村、刘庄村、西会村、中会村、东会村和东吴庄村。